# Mulsanteus guillebeaui
Mulsanteus guillebeaui is een keversoort uit de familie kniptorren (Elateridae). De wetenschappelijke naam van de soort is voor het eerst geldig gepubliceerd in 1853 door Mulsant & Godart.